# Lực hướng tâm

Ví dụ đơn giản về chuyển động tròn đều. Một trái banh được buộc vào một trục quay và đang xoay ngược chiều kim đồng hồ trên một quỹ đạo xác định với vận tốc góc ω. Vận tốc của trái banh là một vector tiếp tuyến với quỹ đạo, và liên tục thay đổi phương, gây ra do lực luôn hướng về tâm. Lực hướng tâm do dây tạo ra, dưới dạng lực căng dây.

Lực hướng tâm là một loại lực cần để làm cho một vật đi theo một quỹ đạo cong. Isaac Newton đã mô tả lực này trong cuốn Principia của ông. Bất kỳ lực nào (trọng lực, lực điện từ, v.v.) hoặc sự kết hợp các lực với nhau đều có thể đóng vai trò là lực hướng tâm. Ta có thể thấy một ví dụ về chuyển động tròn đều trên hình bên phải.

## Ví dụ đơn giản: chuyển động tròn đều
Vector vận tốc được định nghĩa là tốc độ của vật cùng với hướng chuyển động. Những vật có tổng lực tác động triệt tiêu sẽ không tăng tốc và do đó di chuyển theo một đường thẳng với tốc độ không đổi; chúng có vận tốc là một hằng số. Tuy nhiên, một vật di chuyển theo đường tròn, mặc dù di chuyển với tốc độ không đổi, vẫn có sự thay đổi hướng chuyển động. Độ thay đổi vector vận tốc của vật trong trường hợp này gọi là gia tốc hướng tâm.
Gia tốc hướng tâm khác nhau phụ thuộc vào bán kính cong của quỹ đạo (R) và tốc độ (v) của vật, gia tốc tăng nếu tốc độ tăng hoặc bán kính giảm. Nếu một vật đang di chuyển theo một đường tròn với tốc độ biến thiên, gia tốc của nó có thể được chia thành hai thành phần: gia tốc hướng tâm (gia tốc làm thay đổi hướng vận tốc) và gia tốc tiếp tuyến (gia tốc làm thay đổi độ lớn vận tốc).
Độ lớn của lực hướng tâm được cho theo công thức:
{\displaystyle F_{ht}={\frac {mv^{2}}{r}}=m\omega ^{2}r}
trong đó m là khối lượng, v là tốc độ dài, {\displaystyle {\ce {\omega}}} là tốc độ góc và r là bán kính cong của quỹ đạo.

#### Phương pháp hình học

Hình tròn bên trái: quỹ đạo của một chất điểm – chất điểm di chuyển trên một vòng tròn với vận tốc tiếp tuyến với quỹ đạo; Hình bên phải: "đường tròn vận tốc"; các vector vận tốc được dịch chuyển về chung một gốc: vì vận tốc là một hằng số trong chuyển động đều, đỉnh của vector vận tốc tạo thành một đường tròn, và gia tốc là tiếp tuyến của đường tròn vận tốc. Điều đó có nghĩa là gia tốc là hướng tâm trong vòng tròn bên trái với hình quỹ đạo.

#### Sử dụng vector

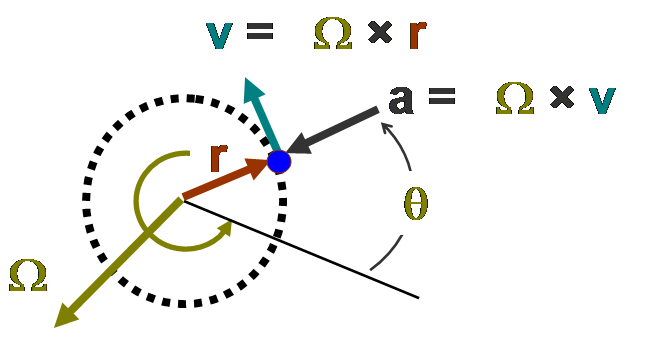
Mối quan hệ vector đối với chuyển động tròn đều; vector Q đại diện cho chuyển động quay là vector pháp tuyến của mặt phẳng quỹ đạo có chiều được xác định bằng quy tắc bàn tay phải và độ lớn là dθ /dt.

#### Ví dụ: Rẽ cua trên mặt phẳng nghiêng

Hình trái: Trái banh trên một đường cong nghiêng đang di chuyển với tốc độ không đổi v; hình phải: lực tác dụng lên banh. Lực tổng hợp lên trái banh được tìm bằng tổng vector phản lực do mặt đường tác dụng và lực thẳng đứng là trọng lực phải bằng lực hướng tâm cần thiết để vật di chuyển theo đường cong.

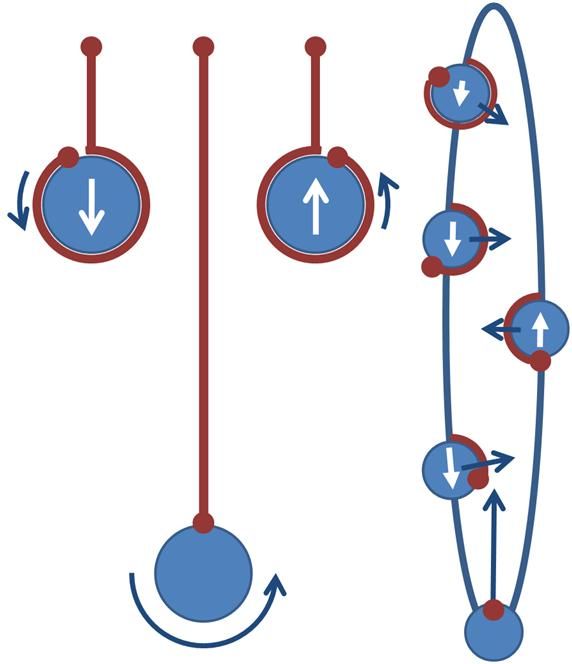
Trái: Ba giai đoạn chuyển động của yo-yo cho thấy chuyển động xoay, Phải: quỹ đạo tròn của yo-yo được lý tưởng hóa thành một hình ê-líp cực thon.

### Chuyển động tròn không đều

Hình: Vận tốc và gia tốc trong chuyển động tròn không đều: vector vận tốc tiếp tuyến với quỹ đạo, nhưng vector gia tốc thì không hướng tâm vì nó có thành phần tiếp tuyến a_{θ} làm tăng tốc độ quay: dω / dt = a_{θ} / R.